# Granulina ghanensis
Granulina ghanensis is een slakkensoort uit de familie van de Marginellidae. De wetenschappelijke naam van de soort is voor het eerst geldig gepubliceerd in 1997 door Rolán & Fernandes.